# 东非政府间发展组织
东非政府间发展组织（IGAD），中文简称伊加特，是非洲八个国家之间的贸易集团。组织内有来自非洲之角地区、尼罗河谷地区和非洲大湖地区的政府。其总部位于吉布提。

## 成员国
非洲之角
- （创始成员国，自1986年起）
- 衣索比亞（创始成员国，自1986年起）
- （创始成员国，自1986年起）
- （1993年加入，2007年退出，2011尝试重新加入[3][4][5]，2023年恢复成员[6]）

尼罗河谷
- 苏丹（创始成员国，自1986年起，2024年宣布暂停参与[7]）
- 南蘇丹（2011年加入[8]，2021年12月暂停成员资格[9])

五大湖
- （创始成员国，自1986年起）
- 乌干达（创始成员国，自1986年起）

## 成立
东非政府间发展组织成立于1996年。前身是由东非国家组成的“东非政府间抗旱与发展组织”（IGADD），根据该机构于1989年1月签署的协议，东非政府间抗旱与发展组织总部随后迁至吉布提。厄立特里亚于1993年获得独立后加入该组织。 
1995年4月，该组织的国家元首和政府首脑会议在亚的斯亚贝巴举行，同意加强组织间合作。随后于1996年3月21日签署了修订东非政府间抗旱与发展组织宪章的文书。最终政府间发展组织于1996年11月25日在吉布提成立。 

## 非洲联盟驻索马里特派团
2006年9月，非盟和平与安全理事会批准了该组织在索马里部署索马里和平支持团（IGASOM）的提议。 
2007年2月21日，联合国安理会通过了第1744号决议，授权部署新的非洲联盟驻索马里特派团（非索特派团）以取代索马里和平支持团。 

## 组织运作情况
- 该组织是索马里联邦政府的主要支持者，并通过非索特派团为其提供支持。
- 2008 年，该组织扩大了其职权范围，制定了改善成员国投资、贸易和银行经营环境的计划。该组织强调要部署“高度创新的计划”。

## 组织结构
- 国家元首和政府首脑会议（Assembly of Heads of State and Government）是该组织的最高决策机构，每年举行一次。该会议制定组织的目标，指导方针和方案。主席从成员国中轮流选举产生。
- 秘书处（Secretariat）由国家元首和政府首脑会议中任命的执行秘书领导，任期四年，最多连任两届。秘书处协助成员国制定该国优势领域的区域项目，促进成员发展的协调和统一，以及调动资源实施理事会批准的区域项目和计划，并统筹建设区域项目和政策所需的国家基础设施。现任执行秘书是埃塞俄比亚的沃克内·格贝耶胡（Workneh Gebeyehu ，自 2019 年 11 月 29 日起）。 [13]
- 部长会议（Council of Ministers）由各成员国的外交部长和该国另一名指定的部长组成。理事会在每两年一次的会议上制定政策、批准秘书处的工作计划和年度预算。
- 大使委员会（Committee of Ambassadors）由该组织成员国派驻总部的大使或全权代表组成。它根据需要随时召开会议，向执行秘书提供建议和指导。

## 与中国大陆外交关系
- 1987年2月，该组织曾派代表团访问中国大陆。中国大陆驻吉布提、肯尼亚、埃塞俄比亚、苏丹、乌干达大使以观察员身份多次列席其首脑会议。
- 2014年1月，2015年1月，王毅两次参加该组织的会谈。
- 2017年12月以来，中国大陆非洲事务特别代表、驻南苏丹大使等出席伊加特“重振南苏丹和平协议高级别论坛”系列会议。[14]

## 笔记
1. ↑  . www.fmprc.gov.cn.   [2023-07-27]. （原始内容存档于2023-07-27）.
2. ↑  . IGAD.   [2023-07-27]. （原始内容存档于2023-11-19） （美国英语）.
3. ↑  . IGAD. 9 January 2010  [29 December 2014]. （原始内容存档于2018-02-08）.
4. ↑  . Reuters. 28 July 2011  [2 October 2023]. （原始内容存档于2023-10-14）.
5. ↑  Befekadu Bogale. . Turkish Journal of International Relations. 2014, 13 (3): 4  [2024-02-04]. （原始内容存档于2024-02-04）.
6. ↑  . africanews. 14 June 2023  [2 October 2023]. （原始内容存档于2024-02-24）.
7. ↑  .   [2024-02-04]. （原始内容存档于2024-02-17）.
8. ↑  . Reuters Africa. 25 November 2011  [25 October 2012]. （原始内容存档于5 May 2012）.
9. ↑  Şafak, Yeni. . Yeni Şafak.   [2021-12-11]. （原始内容存档于2023-05-01） （土耳其语）.
10. 1 2  . Intergovernmental Authority on Development.   [25 August 2013]. （原始内容存档于2022-01-19）.
11. ↑  . IRIN. 14 September 2006  [25 August 2013]. （原始内容存档于2023-05-22）.
12. ↑   (PDF). United Nations Security Council.   [25 August 2013]. （原始内容存档 (PDF)于2020-04-14）.
13. ↑  . igad.int.   [2019-12-01]. （原始内容存档于2020-02-02）.
14. ↑  . www.fmprc.gov.cn.   [2023-07-27]. （原始内容存档于2023-07-27）.